# NGC 2110
NGC 2110 je galaksija u zviježđu Orionu.

## Vanjske poveznice
- SEDS: NGC 2110